# Man-in-the-Browser
Man-in-the-Browser (MitB, MITB, MIB, MiB) ist eine Angriffsform auf Rechner, bei der ein Trojaner den Browser des Nutzers infiziert und dann bei Nutzung des Onlinebankings oder eines sozialen Netzwerks die Darstellung von Webseiten verändert und Transaktionen eigenständig durchführen kann. Im Gegensatz zum Phishing können die Eingriffe des Schadprogramms dabei vom Nutzer im Normalfall nicht bemerkt werden, da der Nutzer sich auf den echten Seiten der Anbieter bewegt, korrekt eingeloggt ist und die unerwünschten Transaktionen für den Nutzer wie normale Vorgänge angezeigt werden.
Der Man-in-the-Browser-Angriff ist eine Sonderform des Man-in-the-Middle-Angriffs.
Bekannte Trojaner, die diese Form des Angriffs nutzen sind Zeus, SpyEye, Carberp, Gozi, Emotet und Clampi.